# Nadinetella crassi
Nadinetella crassi is een haft uit de familie Teloganodidae. De wetenschappelijke naam van de soort is voor het eerst geldig gepubliceerd in 1963 door Allen & Edmunds.
De soort komt voor in het Afrotropisch gebied.